# 서산 둔당리 지석묘
서산 둔당리 지석묘(瑞山 屯堂里 支石墓)는 대한민국 충청남도 서산시 인지면 둔당리에 있는 청동시대의 지석묘이다. 1986년 11월 19일 충청남도의 기념물 제63호로 지정되었다.

## 개요
지석묘는 청동지석묘는 청동기시대의 대표적인 무덤으로 고인돌이라고도 부르며, 주로 경제력이 있거나 정치권력을 가진 지배층의 무덤으로 알려져 있다.
우리나라의 고인돌은 4개의 받침돌을 세워서 돌방을 만들고 그 위에 거대하고 평평한 덮개돌을 올려 놓은 탁자식과, 땅 속에 돌방을 만들고 작은 받침돌을 세운 뒤 뚜껑돌을 덮고 그 위에 거대한 덮개돌을 올린 바둑판식으로 구분된다.
서산 둔당리의 얕은 야산에 있는데, 원래는 2기의 고인돌이 있었으나 일제시대에 1기가 파괴되어 없어졌고, 지금 남아 있는 고인돌도 일제시대에 도굴되었다고 한다. 형태상 바둑판식으로 덮개돌의 크기는 길이 3.8m, 너비 3.0m이며, 받침돌이 3개이다. 고인돌에서는 민무늬토기, 붉은간토기, 돌칼, 돌화살촉 등이 출토되었다.

## 사진

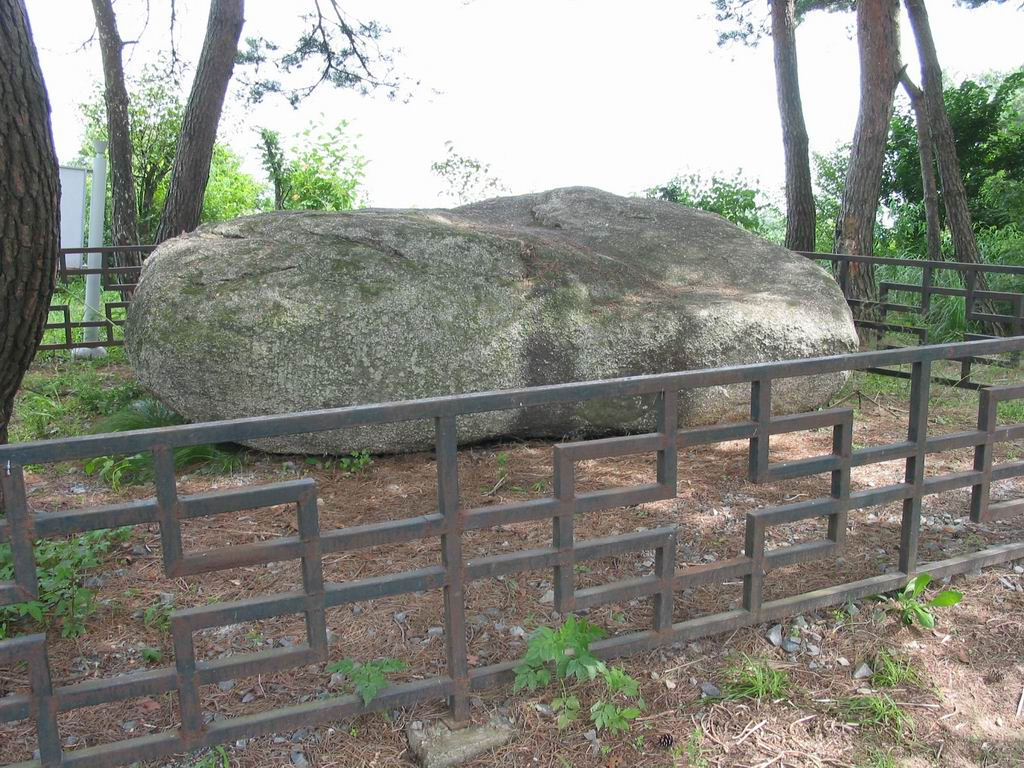

## 참고 자료
- 서산둔당리지석묘 - 국가유산청 국가유산포털